# زمپلن‌آگارد
زمپلن‌آگارد (به مجاری:  Zemplénagárd) یک منطقهٔ مسکونی در مجارستان است که در ناحیه تسیگاند واقع شده‌است.